# Бдинци
Бдинци (болг. Бдинци) — село в Болгарии. Находится в Добричской области, входит в общину Добричка. Население составляет 103 человека.

## Политическая ситуация
Бдинци подчиняется непосредственно общине и не имеет своего кмета.
Кмет (мэр) общины Добричка —   Петко Йорданов Петков (Болгарская социалистическая партия) по результатам выборов.